# Escamó
Escamó (Scamon, Σκάμων) fou un escriptor grec nadiu de Mitilene. Va escriure un llibre sobre invents anomenat Περὶ Εὑρημάτων del qual el primer llibre és esmentat per Ateneu de Naucratis (xiv. pp. 630, b, 637, b) també per Climent d'Alexandria (Strom. 1. p. 132; Euseb. Praep. Ev. 10.7; Vossius, de Hist. Graec. p. 495).